# Idées noires (bande dessinée)
Pour les articles homonymes, voir Idées noires.
Idées noires est une série de bande dessinée en noir et blanc d'André Franquin créée en 1977. Regroupant des mini-histoires (quelques planches) d'humour noir indépendantes les unes des autres, elles sont initialement publiées dans Le Trombone illustré, supplément de Spirou, et poursuivie dans Fluide glacial jusqu'en 1983. Franquin a été occasionnellement aidé au scénario par Yvan Delporte, Luce Degotte, Marcel Gotlib ou Jean Roba. Les éditions AUDIE en ont publié deux albums en 1981 et 1984, ainsi qu'une intégrale en 2001.
En exergue de l'album, on peut lire : « Lorsqu'après avoir lu une page d'Idées noires de Franquin, on ferme les yeux, l'obscurité qui suit est encore de Franquin. » C'est une phrase détournée par Gotlib d'une citation de Sacha Guitry à propos de la musique de Mozart,.

## Historique
En 1972, André Franquin dessine ses premiers monstres en marge de quelques planches. Puis lui et Yvan Delporte, son rédacteur en chef de Spirou créent les Idées noires en 1977 pour un supplément du Journal de Spirou : Trombone illustré. Après la disparition de ce supplément (qui a duré trente numéros à compter du 17 mars 1977), cette série continue dans le magazine Fluide glacial jusqu'en mai 1983. Au total 65 historiettes sont contenues dans la série.

## Analyse

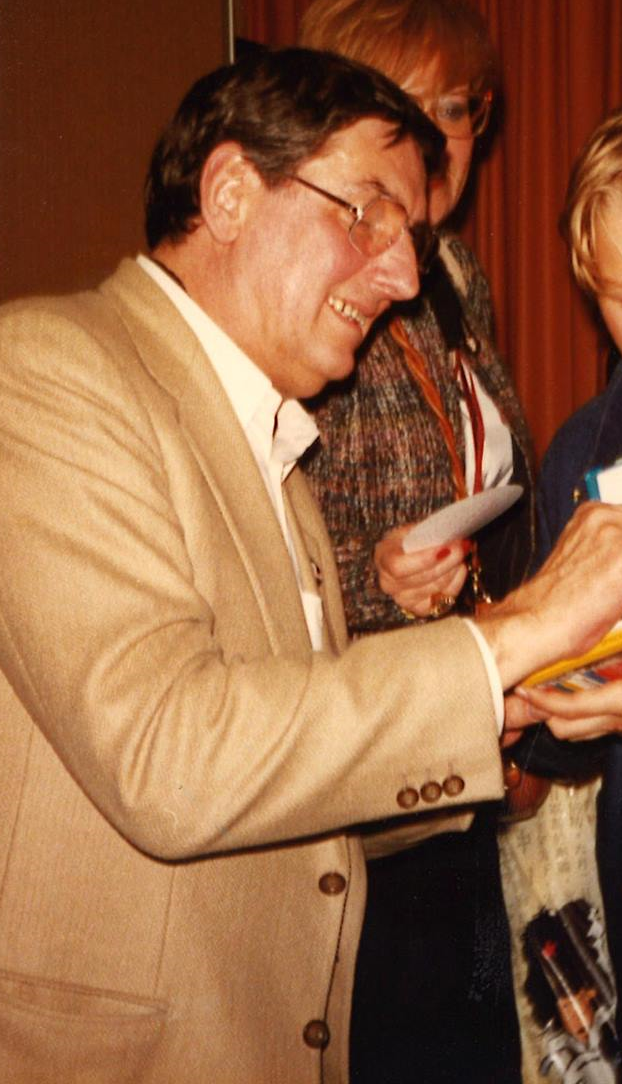
André Franquin en 1983

Franquin a créé cette série alors qu’il était en période de dépression, mais celle-ci s'avère créatrice. Il dit à ce propos : « Cela vient sûrement d’une tendance à la dépression qui n’était pas mortelle car ce sont tout de même des gags pour faire rire, non ? ». Il y renoue avec un graphisme plus pur, évitant toute fioriture (usage du noir et blanc), privilégiant les histoires courtes (3 ou 4 planches en général), les silhouettes et les ombres, toujours plus noires.
Ces gags, qui fustigent la bêtise, la violence, la rapacité, ainsi que les facettes cruelles, sadiques et masochistes de la psychologie humaine, connaissent un grand succès, ce qui entraîne leurs éditions en plusieurs albums.
Usant de « l'humour du désespoir », l'artiste en profite pour égratigner des corporations qu'il déteste : chasseurs, militaires, sportifs, religieux et plus largement les « institutions porteuses de règles contraignantes ».
Une de ces histoires, la soixantième, publiée dans le tome 2 en 1984, puis republiée en 2018 par le mensuel BD Fluide glacial, évoque l'apparition d'un virus lié à une manipulation, responsable d'une épidémie mondiale faisant des victimes malgré le port de masques « recommandés par les autorités », celles-ci, selon les médias, devant prendre les mesures qui s'imposent. Le personnage principal se demande s'il n'est pas déjà atteint sans le savoir.

## Publication

### Albums
- Tome 1 (1981)  (ISBN 2-85815-042-7). Grand Prix Saint-Michel 1981.
- Tome 2 (1984)  (ISBN 2-85815-081-8)
- Édition intégrale (2001)  (ISBN 2-85815-295-0)
- L'intégrale complète (2020)  (ISBN 979-1-0382-0023-4)

### Éditeurs
- AUDIE (Fluide glacial)
- Ædena (mini portfolio de 15 cartes postales, 1 000 exemplaires, numéroté, 1985)
- J’ai lu
- Rombaldi
- Dupuis
- Éditions pirates
- Éditions Comixland
- Éditions Collectoropolis
- Marsu Productions